# Laura Frenchkiss
Laura García Soroa (Bilbao, 23 de diciembre de 1955 - Torremolinos, 24 de octubre de 2021), más conocida como Laura Frenchkiss, fue una actriz, vedette, prostituta y activista por los derechos LGBT española, conocida por su papel como Rocío en la serie web de Atresmedia Veneno.

## Vida y carrera
Laura nació el 23 de diciembre de 1955 en Bilbao, y fue abandonada en un orfanato poco tiempo después de su nacimiento. 
A los 4 años de edad fue adoptada por un matrimonio valenciano, quiénes la mandaron a estudiar en un internado de La Salle. Tiempo después, tras la muerte de su padre adoptivo fue abandonada de nuevo, al no poder su madre hacerse cargo debido a su depresión y sus ataques de epilepsia. Tras expresar su identidad de género y su deseo de ser una mujer fue ingresada en un centro psiquiátrico hasta los 18 años.
Una vez ya en su vida adulta consiguió obtener un título de peluquería y encontrar una pareja, si bien ambos recibieron una paliza mientras hacían autostop en su intento de mudarse a Barcelona.
A la edad de 20 años comenzó a ejercer como prostituta y actuar como vedette en locales como la Modelo, donde fue detenida y posteriormente encarcelada durante dos ocasiones en aplicación de la Ley de Vagos y Maleantes, que estuvo vigente hasta 1978.
Tiempo después Laura fue una de las primeras personas en someterse a una cirugía de reasignación de sexo en España, invirtiendo también 1.600.000 pesetas en su cambio de DNI.
Laura pidió asilo político en Francia, donde vivió un tiempo hasta su vuelta a España. En aquel entonces volvió a trabajar como prostituta, esta vez en el polígono Guadalhorce, en Torremolinos, hasta que conoció a Antonio Pozo, encargado de la discoteca Parthenon, quien la ofreció un trabajo como relaciones públicas de la discoteca.
En 2020 interpretó a Rocío en la serie web de Atresmedia Veneno, basada en las memorias de la prostituta y vedette Cristina La Veneno, con quien la propia Frenchkiss trabajó en la prostitución en el Parque del Oeste años atrás.
En octubre de 2021 falleció a los 66 años de edad de un infarto en plena calle en Torremolinos, mientras volvía a casa después de haber trabajado en la discoteca Parthenon, como hacía regularmente.

## Homenajes
Tras su muerte Laura recibió un homenaje en la ciudad de Torremolinos en la plaza dedicada al colectivo trans, cercana a la plaza del ayuntamiento. El acto contó con la asistencia de familiares y amistades de Laura, así como de la concejala de Igualdad Carmen García, y de los ediles Nicolás de Miguel y Lucía Cuín.
Entre las celebridades que lamentaron públicamente su fallecimiento se encontraron los directores Javier Calvo y Javier Ambrossi, así como la actriz y compañera de rodaje Daniela Santiago.